# Лопес, Джереми
Джереми Лопес (англ. Jeremy Lopez; 9 июля 1989, Гибралтар) — гибралтарский футболист, полузащитник клуба «Европа Поинт». Выступал за сборную Гибралтара.

## Биография

### Клубная карьера
Воспитанник клуба «Европа Пегасус». С 2006 и до 2016 года был игроком клуба «Манчестер 62». В 2016 году перешёл в «Лайонс Гибралтар», откуда год спустя перебрался в «Линкс». Также выступал за команды «Гибралтар Феникс» и «Европа Поинт».

### Карьера в сборной
В составе сборной Гибралтара был участником Островных игр 2009 и 2011 годов.
После вступления Гибралтара в УЕФА в 2013 году, Лопес попал в заявку на первый международный товарищеский матч команды со сборной Словакии, в котором был заменён во время перерыва. Встреча завершилась со счётом 0:0. В дальнейшем продолжал регулярно вызываться в сборную, но на поле выходил редко, в основном оставаясь на скамейке запасных. По состоянию на 2020 год, провёл за сборную 8 матчей.